# پیس‌میکر (مجموعه تلویزیونی)
پیس‌میکر یا صلح‌طلب (انگلیسی: Peacemaker) یک مجموعهٔ تلویزیونی ابرقهرمانی آمریکایی است که توسط جیمز گان برای سرویس استریمینگ اچ‌بی‌او مکس ساخته شده است. این مجموعه بر پایهٔ کاراکتر به همین نام از دی‌سی کامیکس ساخته شده و اسپین‌آفی از فیلم جوخهٔ انتحار (۲۰۲۱) است. پیس‌میکر اولین مجموعهٔ تلویزیونی از دنیای توسعه‌یافته دی‌سی است و تولید آن بر عهدهٔ دی‌سی فیلمز، سفرن کمپانی، ترول کارت انترتینمنت و با مشارکت تلویزیون برادران وارنر است. جیمز گان در مقام شورانر این مجموعه است.
جان سینا بار دیگر نقش شخصیت اصلی و هم‌نام مجموعه را ایفا می‌کند و دانیل بروکس، فردی استروما، چوکوودی ایووجی، جنیفر هلند، استیو اجی و رابرت پاتریک از سایر بازیگران این مجموعه هستند. گان تمام هشت قسمت این مجموعه را در حین تکمیل کار بر روی فیلم جوخهٔ انتحار در طول همه‌گیری کووید-۱۹ نوشت و اچ‌بی‌او مکس در سپتامبر ۲۰۲۰ سفارش مستقیم ساخت پیس‌میکر  را داد. فیلم‌برداری این مجموعه از ژانویه تا ژوئیه ۲۰۲۱ در ونکوور، کانادا انجام شد و گان کارگردانی پنج قسمت را بر عهده داشت.
سه قسمت اول پیس‌میکر  اولین بار در ۱۳ ژانویهٔ ۲۰۲۲ در اچ‌بی‌او مکس پخش شد و باقی قسمت‌های فصل اول تا ۱۷ فوریه به صورت هفتگی پخش شدند. تعداد بینندگان با هر قسمت افزایش یافت و این فصل نقدهای مثبتی دریافت کرد. فصل دوم این سریال در ۲۱ اوت ۲۰۲۵ در شبکه مکس به نمایش درخواهد آمد. این مجموعه برای چندین جایزه، از جمله جایزه امی هنرهای خلاق نامزد شد. همچنین، یک سریال اسپین‌آف با نام والر به عنوان بخشی از دنیای سینمایی دی‌سی در دست ساخت است.

## داستان
فصل اول داستان کریستوفر اسمیت / پیس‌میکر را روایت می‌کند؛ در پی جراحاتی که در جریان اتفاقات فیلم جوخه انتحار (۲۰۲۱) از دنیای سینمایی توسعه‌یافته‌ی دی‌سی (DCEU) متحمل شده بود، بهبود می‌یابد. پیس‌میکر مجبور می‌شود به تیم عملیات سیاه مرموز A.R.G.U.S و «پروژه پروانه» بپیوندد که مأموریتشان شناسایی و حذف موجودات انگلی شبیه پروانه است که بدن انسان‌ها را در سراسر جهان تصرف کرده‌اند. فصل دوم در دنیای سینمایی جدید دی‌سی (DCU) جریان دارد و به رویدادهای فیلم سوپرمن (۲۰۲۵) وابسته است.

## پخش
سه قسمت نخست پیس‌میکر برای نخستین بار در ۱۳ ژانویه ۲۰۲۲ از اچ‌بی‌او مکس پخش شد. در بریتانیا، این مجموعه در ۲۲ مارس سال بعد در اسکای مکس و نو منتشر شد. فصل دوم قرار است در ۲۱ اوت ۲۰۲۵ در مکس پخش شود.

## بازخورد

### آمار بینندگان
ددلاین هالیوود گزارش داد که هر قسمت از پیس‌میکر بینندگان بیشتری نسبت به قسمت قبلی داشته است و اچ‌بی‌او مکس اعلام کرد که بینندگان قسمت پایانی ۴۴ درصد بیشتر از بینندگان قسمت نخست بوده است. به گفته این سرویس، قسمت پایانی رکورد بیشترین بیننده یک‌روزه یک قسمت اورجینال اچ‌بی‌او مکس را شکست. در بریتانیا که پیس‌میکر تا پس از پایان پخش آن در ایالات متحده منتشر نشد، این مجموعه پس از سرخوشی از اچ‌بی‌او و کتاب بوبا فت از دیزنی پلاس، سومین سریال با بیشترین پخش غیرقانونی در سه ماههٔ نخست سال ۲۰۲۲ بود.

### واکنش انتقادی
مجموع بازبینی منتقدان وبگاه راتن تومیتوز براساس نظر ۹۰ منتقد امتیاز ۹۳٪ با میانگین نمرهٔ ۷٫۷/۱۰ را به این مجموعه داده است. نظر اجماع منتقدان این وبگاه می‌گوید: «جان سینا در نقش پیس‌میکر هنوز در حالتی استوار است و یک زمان خوب و خونین را پیش می‌برد که به جیمز گان نویسنده-کارگردان اجازه کامل می‌دهد تا خود واقعی‌اش را نشان دهد.» این مجموعه در وبگاه متاکریتیک بر اساس نظر ۲۶ منتقد، امتیاز ۷۰ از ۱۰۰ را به خود اختصاص داد که نشان‌گر «نظرات عموماً مطلوب» است.